# Laurent Foirest

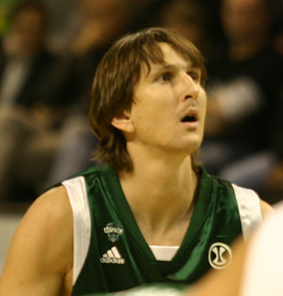
Laurent Fourest

Laurent Foirest, född 18 september 1973 i Marseille, Frankrike, är en fransk basketspelare som tog OS-silver 2000 i Sydney. Detta var Frankrikes första medalj på 52 år i herrbasket vid olympiska sommarspelen. Han har bland annat spelat för spanska klubben Saski Baskonia.